# Ambassade de France au Brunei
L’ambassade de France au Brunei est la représentation diplomatique de la République française auprès du sultanat de Brunéi Darussalam. Elle est située à Bandar Seri Begawan, la capitale du pays, et son ambassadrice est, depuis 2024, Eve Lubin.

## Ambassade

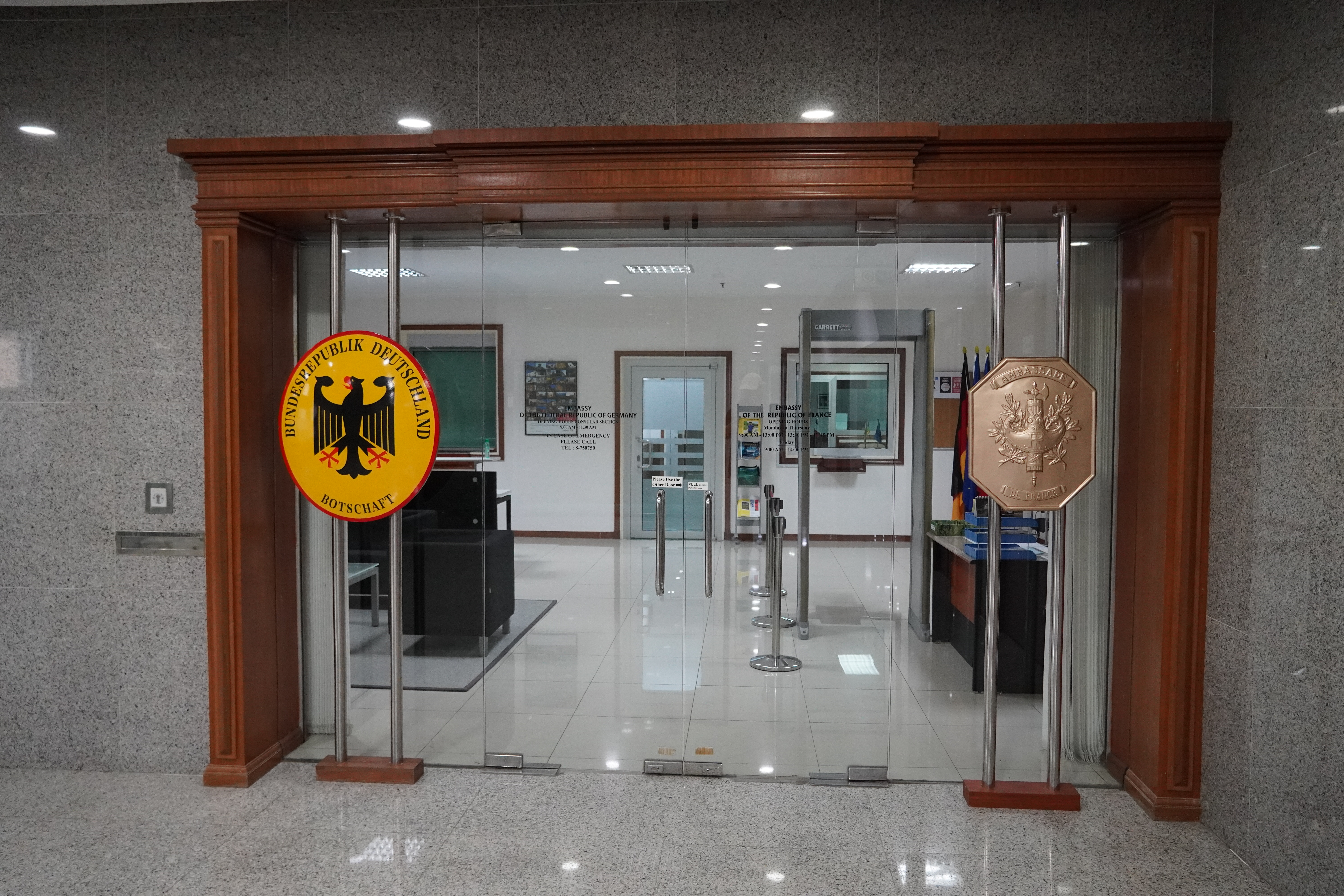
L'entrée de l'ambassade conjointe d'Allemagne et de France à Brunei

L'ambassade est située rue du Sultan (Jalan Sultan), dans le centre historique de Bandar Seri Begawan, près de la mosquée du sultan Omar Ali Saifuddin (en). Elle n'accueille plus de section consulaire.

## Ambassadeurs de France au Brunei
| De   | À    | Ambassadeur             |
| ---- | ---- | ----------------------- |
| 1984 | 1984 | Philippe Marandet       |
| 1984 | 1985 | Jacques Bernière        |
| 1985 | 1991 | Patrick Amiot           |
| 1991 | 1994 | Jean-Marie Momal        |
| 1994 | 1998 | Louis Bardollet         |
| 1998 | 2002 | Jean-Pierre Lafosse     |
| 2002 | 2005 | Thierry Borja de Mozota |
| 2005 | 2008 | Patrick Bonneville      |
| 2008 | 2012 | Louis Le Vert           |
| 2012 | 2014 | Jean-Yves Berthault     |
| 2014 | 2017 | Loan Forgeron           |
| 2017 | 2021 | Christian Ramage        |
| 2021 | 2024 | Bernard Regnauld-Fabre  |
| 2024 | auj. | Eve Lubin               |

## Relations diplomatiques
Un ambassadeur de France résident a été accrédité au Brunei dès 1984, et le Brunei a ouvert une représentation diplomatique à Paris en juillet 1989, avec un ambassadeur résident depuis septembre 1991.

## Consulat
L'ambassade de France à Bandar Seri Begawan n'accueille plus de section consulaire depuis le 1er juillet 2014. Le Brunei dépend de la circonscription consulaire de Singapour.

### Communauté française
Au 31 décembre 2016, 134 Français sont inscrits sur les registres consulaires au Brunéi.
| 2001 | 2002 | 2003 | 2004 |
| ---- | ---- | ---- | ---- |
| 95   | 95   | 122  | 105  |

| 2005 | 2006 | 2007 | 2008 |
| ---- | ---- | ---- | ---- |
| 103  | 106  | 120  | 129  |

| 2009 | 2010 | 2011 | 2012 |
| ---- | ---- | ---- | ---- |
| 142  | 182  | 186  | 205  |

| 2013 | 2014 | 2015 | 2016 |
| ---- | ---- | ---- | ---- |
| 207  | 187  | 171  | 134  |

### Circonscriptions électorales
Depuis la loi du 22 juillet 2013 réformant la représentation des Français établis hors de France avec la mise en place de conseils consulaires au sein des missions diplomatiques, les ressortissants français d'une circonscription recouvrant le Brunei et la Malaisie élisent pour six ans trois conseillers consulaires. Ces derniers ont trois rôles : 
1. ils sont des élus de proximité pour les Français de l'étranger ;
2. ils appartiennent à l'une des quinze circonscriptions qui élisent en leur sein les membres de l'Assemblée des Français de l'étranger ;
3. ils intègrent le collège électoral qui élit les sénateurs représentant les Français établis hors de France.

Pour l'élection à l'Assemblée des Français de l'étranger, le Brunei appartenait jusqu'en 2014 à la circonscription électorale de Bangkok, comprenant aussi la Birmanie, le Cambodge, l'Indonésie, le Laos, la Malaisie, les Palaos, les Philippines, Singapour, la Thaïlande, le Timor oriental et le Viêt Nam, et désignant trois sièges. Le Brunei appartient désormais à la circonscription électorale « Asie-Océanie » dont le chef-lieu est Hong Kong et qui désigne neuf de ses 59 conseillers consulaires pour siéger parmi les 90 membres de l'Assemblée des Français de l'étranger. 
Pour l'élection des députés des Français de l’étranger, le Brunéi dépend de la 11e circonscription.